# Championnats d'Europe de gymnastique artistique 2025
Navigation
Rimini 2024 Zagreb 2026
Les 11e championnats d'Europe de gymnastique artistique se tiennent du 26 au 31 mai 2025 à Leipzig en Allemagne. Pour la première fois, une finale par équipes mixtes sera disputée.
Le championnat devait se dérouler à Tel Aviv en Israël, mais en raison du conflit entre Israël et Gaza, la Fédération européenne a choisi en mars 2024 de  relocaliser la compétition.

## Programme
Les heures sont en UTC+01:00
| Date                                                                    | Session                                                                 | Horaire      | Subdivisions |
| ----------------------------------------------------------------------- | ----------------------------------------------------------------------- | ------------ | --- |
| Lundi 26 mai                                                            |                                                                         |              | |
| Concours par équipe femmes Qualification pour les finales individuelles | 10:00                                                                   | Division 1 , | |
| Concours par équipe femmes Qualification pour les finales individuelles | 12:30                                                                   | Division 2 , | |
| Concours par équipe femmes Qualification pour les finales individuelles | 15:30                                                                   | Division 3 , | |
| Concours par équipe femmes Qualification pour les finales individuelles | 18:00                                                                   | Division 4 , | |
| Mardi 27 mai                                                            | Concours par équipe hommes Qualification pour les finales individuelles | 10:00        | Division 1 , |
| Mardi 27 mai                                                            | Concours par équipe hommes Qualification pour les finales individuelles | 14:00        | Division 2 , |
| Mardi 27 mai                                                            | Concours par équipe hommes Qualification pour les finales individuelles | 17:30        | Division 3 , |
| Mercredi 28 mai                                                         | Concours par équipe mixte                                               | 17:00        | Top 16 des qualifications pour un binôme homme/femme sur le cumul homme (sol/barres parallèles/barre fixe) et femme (saut/poutre/sol) |
| Jeudi 29 mai                                                            | Individuel Femmes Finale du concours général                            | 14:00        | Top 24 des qualifications |
| Jeudi 29 mai                                                            | Individuel Hommes Finale du concours général                            | 18:30        | Top 24 des qualifications |
| Vendredi 30 mai                                                         | Finale par appareil                                                     | 16:00        | MAG: Sol, Cheval d’arçons, Anneaux |
| Vendredi 30 mai                                                         | Finale par appareil                                                     | 16:00        | WAG: Saut, Barres asymétriques |
| Samedi 31 mai                                                           | Finale par appareil                                                     | 13:00        | MAG: Saut, Barres parallèles, Barre fixe                                                                                              |
| Samedi 31 mai                                                           | Finale par appareil                                                     | 13:00        | WAG: Poutre, Sol |

## Podiums
| Épreuve                                         | Or                                                                                              | Argent                                                                                        | Bronze                                                                                              |
| Hommes                                          | Hommes                                                                                          | Hommes                                                                                        | Hommes                                                                                              |
| ----------------------------------------------- | ----------------------------------------------------------------------------------------------- | --------------------------------------------------------------------------------------------- | --------------------------------------------------------------------------------------------------- |
| Concours par équipes résultats détaillés        | Grande-Bretagne- Harry Hepworth - Jake Jarman - Jamie Lewis - Jonas Rushworth - Luke Whitehouse | Suisse- Luca Giubellini - Matteo Giubellini - Florian Langenegger - Ian Raubal - Noe Seifert  | Italie- Yumin Abbadini - Nicola Bartolini - Lorenzo Minh Casali - Edoardo de Rosa - Mario Macchiati |
| Concours général individuel résultats détaillés | Adem Asil                                                                                       | Léo Saladino                                                                                  | Krisztofer Mészáros                                                                                 |
|                                                 |                                                                                                 |                                                                                               | |
| Anneaux résultats détaillés                     | Adem Asil Elefthérios Petroúnias                                                                | NC                                                                                            | Artur Avetisyan                                                                                     |
| Arçons résultats détaillés                      | Hamlet Manukyan                                                                                 | Mamikon Khachatryan                                                                           | Gabriele Targhetta                                                                                  |
| Barre fixe résultats détaillés                  | Robert Tvorogal                                                                                 | Andreas Toba                                                                                  | Anthony Mansard                                                                                     |
| Barres parallèles résultats détaillés           | Nils Dunkel                                                                                     | Ian Raubal                                                                                    | Timo Eder                                                                                           |
| Saut résultats détaillés                        | Artur Davtyan                                                                                   | Jake Jarman                                                                                   | Nazar Chepurnyi                                                                                     |
| Sol résultats détaillés                         | Luke Whitehouse                                                                                 | Harry Hepworth                                                                                | Lorenzo Minh Casali                                                                                 |
| Femmes                                          |                                                                                                 |                                                                                               | |
| Concours par équipes résultats détaillés        | Italie- Manila Esposito - Alice D'Amato - Emma Fioravanti - Giulia Perotti - Sofia Tonelli      | Allemagne- Helen Kevric - Janoah Mueller - Lea Marie Quaas - Karina Schönmaier - Silja Stoehr | France- Lorette Charpy - Romane Hamelin - Djenna Laroui - Morgane Osyssek-Reimer - Ming van Eijken  |
| Concours général individuel résultats détaillés | Manila Esposito                                                                                 | Alba Petisco                                                                                  | Ana Bărbosu                                                                                         |
|                                                 |                                                                                                 |                                                                                               | |
| Barres asymétriques résultats détaillés         | Nina Derwael                                                                                    | Bettina Lili Czifra                                                                           | Ana Bărbosu                                                                                         |
| Poutre résultats détaillés                      | Nina Derwael                                                                                    | Ana Bărbosu                                                                                   | Sofia Tonelli                                                                                       |
| Saut résultats détaillés                        | Karina Schönmaier                                                                               | Valentina Georgieva                                                                           | Lisa Vaelen                                                                                         |
| Sol résultats détaillés                         | Ana Bărbosu                                                                                     | Manila Esposito                                                                               | Alba Petisco                                                                                        |
| Mixte                                           |                                                                                                 |                                                                                               | |
| Concours par équipes résultats détaillés        | Allemagne- Karina Schönmaier - Timo Eder                                                        | Grande-Bretagne- Ruby Evans - Jake Jarman                                                     | Italie- Manila Esposito - Lorenzo Minh Casali                                                       |